# Фонте Ветријана (Сијена)
Фонте Ветријана је насеље у Италији у округу Сијена, региону Тоскана.
Према процени из 2011. у насељу је живело 18 становника. Насеље се налази на надморској висини од 743 м.